# Nowe Bardo
Nowe Bardo (deutsch Neu Klingenberg) ist der Name eines untergegangenen ostpreußischen Ortes in der polnischen Woiwodschaft Ermland-Masuren. Die Ortsstelle liegt im Norden der Ortschaft Ostre Bardo (Klingenberg) in der Gmina Sępopol (Stadt- und Landgemeinde Schippenbeil) im Powiat Bartoszycki (Kreis Bartenstein (Ostpr.)).

## Geographische Lage
Die Ortsstelle Nowe Bardo liegt wenige hundert Meter südlich der polnisch-russischen Staatsgrenze in der nördlichen Mitte der Woiwodschaft Ermland-Masuren, zehn Kilometer südlich der einstigen und heute auf russischem Hoheitsgebiet gelegenen Kreisstadt Friedland (russisch Prawdinsk) bzw. 16 Kilometer nordöstlich der heutigen Kreismetropole Bartoszyce (deutsch Bartenstein).

## Geschichte
1848 ist das Gründungsjahr für Neu Klingenberg, das aus einem großen Gut bestand. 1874 wurde aus dem damals zum Gutsbezirk Klingenberg (polnisch Ostre Bardo) gehörenden Vorwerk Neu Klingenberg nebst Amalienberg (polnisch Maliniak) der neue Gutsbezirk Neu Klingenberg gebildet, der sogleich dem neu errichteten Amtsbezirk im ostpreußischen Kreis Friedland (1927 bis 1945 „Kreis Bartenstein“) zugetan wurde. Die Einwohnerzahl Neu Klingenbergs belief sich im Jahre 1910 auf 100.
Am 30. September 1928 schloss sich Neu Klingenberg mit Amalienberg (polnisch Maliniak), Gostkow (russisch Raskowo) und Klingenberg (polnisch Ostre Bardo) zur neuen Landgemeinde Klingenberg zusammen.
Im Jahre 1945 umfasste das Gut Neu Klingenberg 354 Hektar, davon 65 Hektar Wald. Letzter Besitzer bis 1945 Familie Perkuhn.
In Kriegsfolge wurde 1945 das gesamte südliche Ostpreußen, zu dem Neu Klingenberg gerechnet wurde, an Polen abgetreten. Neu Klingenberg erhielt die polnische Namensform „Nowe Bardo“ und wurde in den ersten Nachkriegsjahren noch besiedelt. Dann aber verliert sich seine Spur. Heute wird Nowe Bardo offiziell nicht mehr erwähnt. Der Ort scheint im Dorf Ostre Bardo (Klingenberg), in dessen nördlichen Bereich die Ortsstelle liegt, aufgegangen zu sein. Damit gehört die Ortsstelle zum Gebiet der Stadt-und-Land-Gemeinde Sępopol (Schippenbeil) im Powiat Bartoszycki (Kreis Bartenstein (Ostpr.)), von 1975 bis 1998 der Woiwodschaft Olsztyn, seither der Woiwodschaft Ermland-Masuren zugehörig.

## Religion
Bis 19345 war Neu Klingenberg in das Kirchspiel der evangelischen Kirche Klingenberg der vereinigten Kirchengemeinden Deutsch Wilten-Georgenau-Klingenberg in der Kirchenprovinz Ostpreußen der Kirche der Altpreußischen Union, außerdem in die römisch-katholische Pfarrei Friedland (russisch Prawdinsk) – bis 1931 Pfarrei Tapiau (russisch Gwardeisk) im damaligen Bistum Ermland eingepfarrt.

## Verkehr
Die Ortsstelle Nowe Bardos liegt an einer Nebenstraße, die bis 1945 von Klingenberg (Ostre Bardo) entlang der Alle (polnisch Łyna, russisch Lawa) bis nach Friedland (russisch Parawdinsk) verlief, heute jedoch nach wenigen hundert Metern an der polnisch-russischen Staatsgrenze endet.